# Yvan Neyou
Yvan Neyou, né le 3 janvier 1997 à Douala au Cameroun, est un footballeur international camerounais qui joue au poste de milieu de terrain au Getafe CF.

## Biographie

### Carrière en club

#### Débuts

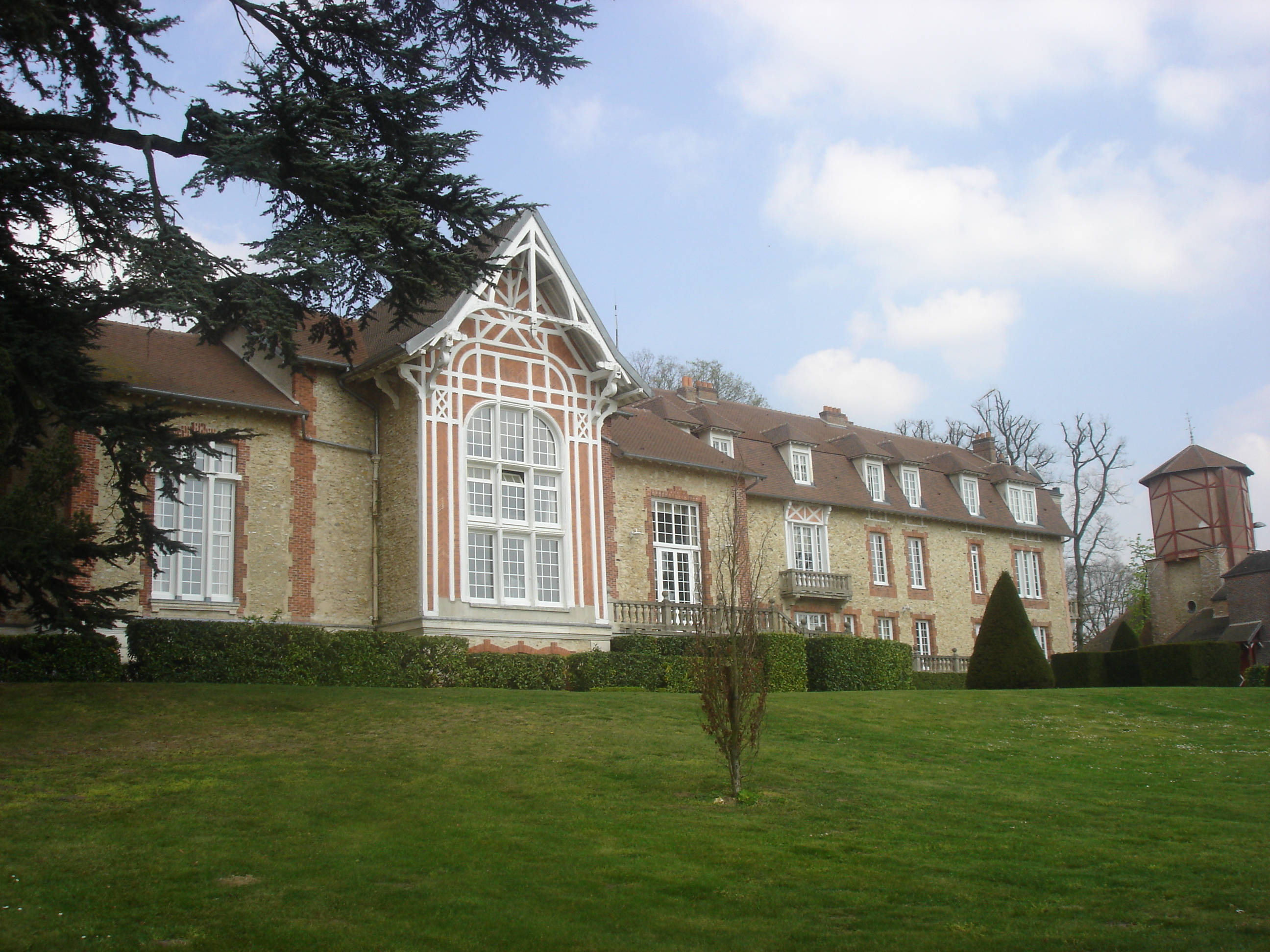
Yvan Neyou effectue sa préformation à l'INF Clairefontaine.

Yvan Neyou est pensionnaire de l'INF Clairefontaine de 2010 à 2012, aux côtés de joueurs comme Christopher Nkunku, Amine Harit, Marcus Thuram ou Allan Saint-Maximin. Il intègre ensuite le centre de formation de l'AJ Auxerre en 2012. 
Il fait ses débuts en National en 2016 avec le CS Sedan. Ses prestations attirent un temps l'œil du Standard de Liège et du Paris Saint-Germain. Le 31 janvier 2017, Yvan Neyou signe pour trois ans au Stade lavallois, en Ligue 2. En 2018 les dirigeants lavallois ne comptent plus sur sur lui et il résilie son contrat.

#### AS Saint-Étienne

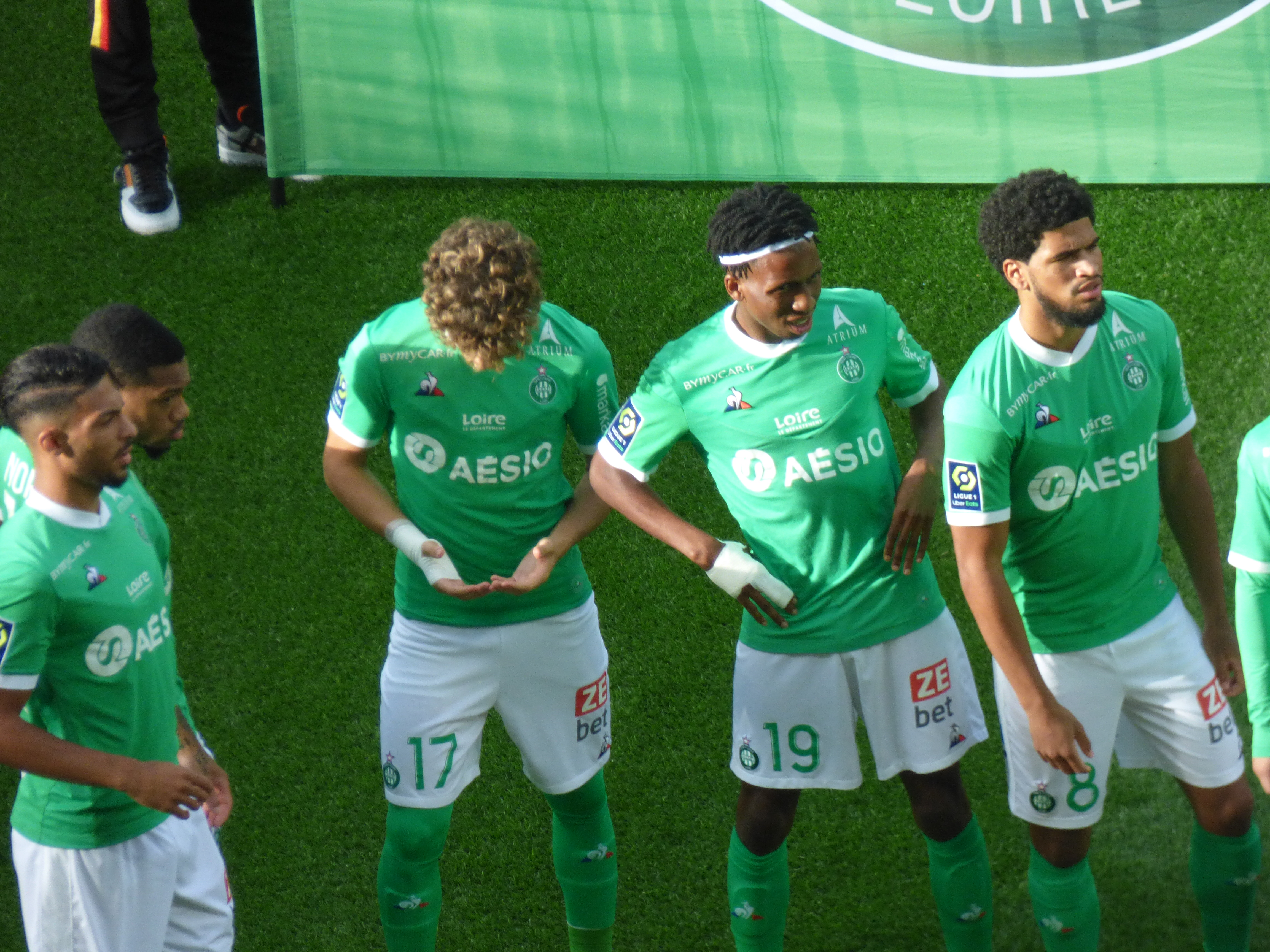
Yvan Neyou avec ses coéquipiers à Saint-Étienne.

Le 9 juillet 2020, Yvan Neyou rejoint l'AS Saint-Étienne, prêté avec option d'achat par le SC Braga. Il fait sa première apparition sous ses nouvelles couleurs lors de la finale de la Coupe de France perdue le 24 juillet 2020 face au Paris Saint-Germain (1-0). Il fait sa première apparition en Ligue 1 le 30 août 2020, en étant titularisé lors de la victoire de son équipe face au FC Lorient (2-0). En novembre, l'option d'achat est levée à la suite de ses bonnes prestations et Yvan Neyou signe un contrat de trois ans avec les Verts. Le 16 décembre 2020, il inscrit son premier but pour l'ASSE face aux Girondins de Bordeaux, en championnat. D'une reprise de volée, il vient donner la victoire à son équipe ce jour-là (1-2). 

### CD Leganés
Le 31 août 2022, Yvan Neyou est prêté au CD Leganés, en deuxième division espagnole, pour une durée d'une saison. 
Le 1er août 2023, il est conservé par le club Espagnol et paraphe un contrat le liant au club jusqu'en 2025.
Neyou marque son premier but pour Leganés le 26 novembre 2023, lors d'une rencontre de championnat face au Racing Club de Ferrol. Il est titularisé et les deux équipes se neutralisent (2-2 score final).

### Parcours en sélection
Yvan Neyou est convoqué pour la première fois par Toni Conceição en équipe du Cameroun en octobre 2020, mais n'honore pas sa convocation, ne se sentant pas prêt. En mai 2021, il fait partie d'une pré-liste de 28 joueurs pour disputer des rencontres amicales en vue des éliminatoires de la CAN 2021 (programmée en 2022). Il fête ses débuts sous le maillot de l'équipe nationale en entrant en jeu à la mi-temps de la victoire 1-0 contre le Nigeria le 4 juin 2021. Il figure parmi la liste finale des joueurs convoqués pour participer à la Coupe d'Afrique des nations 2021. 
Le 28 décembre 2023, il est retenu dans la liste des vingt-sept joueurs camerounais sélectionnés par Rigobert Song pour disputer la Coupe d'Afrique des nations 2023.

## Statistiques
| Saison                | Club                  | Championnat           | Championnat | Championnat | Championnat | Coupe nationale | Coupe nationale | Coupe nationale | Coupe de la Ligue | Coupe de la Ligue | Coupe de la Ligue | Total | Total | Total |
| Saison                | Club                  | Division              | M.          | B.          | P.d.        | M.              | B.              | P.d.            | M.                | B.                | P.d.              | M.    | B.    | P.d.  |
| 2015-2016             | CS Sedan Ardennes     | National              | 2           | 0           | 0           | -               | -               | -               | -                 | -                 | -                 | 2     | 0     | 0     |
| 2016-2017             | CS Sedan Ardennes     | National              | 15          | 0           | 0           | 2               | 0               | 0               | -                 | -                 | -                 | 17    | 0     | 0     |
| Sous-total            | Sous-total            | Sous-total            | 17          | 0           | 0           | 2               | 0               | 0               | -                 | -                 | -                 | 19    | 0     | 0     |
| 2016-2017             | Stade lavallois       | Ligue 2               | 5           | 0           | 0           | -               | -               | -               | -                 | -                 | -                 | 5     | 0     | 0     |
| 2017-2018             | Stade lavallois       | National              | 17          | 1           | 0           | 3               | 0               | 0               | 1                 | 0                 | 0                 | 21    | 1     | 0     |
| Sous-total            | Sous-total            | Sous-total            | 22          | 1           | 0           | 3               | 0               | 0               | 1                 | 0                 | 0                 | 26    | 1     | 0     |
| 2018-2019             | SC Braga rés.         | LigaPro               | 8           | 2           | 0           | -               | -               | -               | -                 | -                 | -                 | 8     | 2     | 0     |
| 2019-2020             | AS Saint-Étienne      | Ligue 1               | -           | -           | -           | 1               | 0               | 0               | -                 | -                 | -                 | 1     | 0     | 0     |
| 2020-2021             | AS Saint-Étienne      | Ligue 1               | 31          | 1           | 2           | -               | -               | -               | -                 | -                 | -                 | 31    | 1     | 2     |
| 2021-2022             | AS Saint-Étienne      | Ligue 1               | 16          | 0           | 0           | -               | -               | -               | -                 | -                 | -                 | 16    | 0     | 0     |
| 2022-2023             | AS Saint-Étienne      | Ligue 2               | 2           | 0           | 0           | -               | -               | -               | -                 | -                 | -                 | 2     | 0     | 0     |
| Sous-total            | Sous-total            | Sous-total            | 49          | 1           | 2           | 1               | 0               | 0               | -                 | -                 | -                 | 50    | 1     | 2     |
| 2022-2023             | CD Leganés (prêt)     | LaLiga 2              | 21          | 0           | 1           | -               | -               | -               | -                 | -                 | -                 | 21    | 0     | 1     |
| 2023-2024             | CD Leganés            | LaLiga 2              | 35          | 1           | 0           | 1               | 0               | 0               | -                 | -                 | -                 | 36    | 1     | 0     |
| 2024-2025             | CD Leganés            | LaLiga                | 30          | 1           | 1           | 3               | 0               | 0               | -                 | -                 | -                 | 33    | 1     | 1     |
| Sous-total            | Sous-total            | Sous-total            | 86          | 2           | 2           | 4               | 0               | 0               | -                 | -                 | -                 | 90    | 2     | 2     |
| Total sur la carrière | Total sur la carrière | Total sur la carrière | 183         | 6           | 4           | 9               | 0               | 0               | 1                 | 0                 | 0                 | 193   | 6     | 4     |

### En sélection nationale
| Saison                | Sélection             | Phases finales        | Phases finales | Phases finales | Phases finales | Éliminatoires | Éliminatoires | Éliminatoires | Matchs amicaux | Matchs amicaux | Matchs amicaux | Total | Total | Total |
| Saison                | Sélection             | Compétition           | M              | B              | Pd             | M             | B             | Pd            | M              | B              | Pd             | M     | B     | Pd    |
| --------------------- | --------------------- | --------------------- | -------------- | -------------- | -------------- | ------------- | ------------- | ------------- | -------------- | -------------- | -------------- | ----- | ----- | ----- |
| 2020-2021             | Cameroun              | -                     | -              | -              | -              | -             | -             | -             | 1              | 0              | 0              | 1     | 0     | 0     |
| 2021-2022             | Cameroun              | CAN 2022              | 2              | 0              | 0              | 2             | 0             | 0             | -              | -              | -              | 4     | 0     | 0     |
| 2023-2024             | Cameroun              | CAN 2024              | 1              | 0              | 0              | 1             | 0             | 0             | -              | -              | -              | 2     | 0     | 0     |
| 2024-2025             | Cameroun              | -                     | -              | -              | -              | 4             | 0             | 0             | -              | -              | -              | 4     | 0     | 0     |
| Total sur la carrière | Total sur la carrière | Total sur la carrière | 3              | 0              | 0              | 7             | 0             | 0             | 1              | 0              | 0              | 11    | 0     | 0     |

## Palmarès
AS Saint-Étienne
- Coupe de France :
  - Finaliste : 2019-20.